# EasyChair
EasyChair es un sistema de administración en línea de pago conferencias académicas usado ampliamente en ciencias de la computación. Está hospedado por el departamento de ciencias de la computación de la Universidad de Mánchester.